# Aruanã (Goiás)
| \| Aruanã \|               |
| Lage der Gemeinde in Goiás |
| Aruanã                     |

| Aruanã |

Aruanã, amtlich Município de Aruanã, ist eine kleine brasilianische politische Gemeinde im Bundesstaat Goiás in der Mesoregion Nordwest-Goiás und in der Mikroregion Rio Vermelho. Sie liegt westnordwestlich der brasilianischen Hauptstadt Brasília und nordwestlich von Goiânia, der Hauptstadt des Bundesstaates.

Aruanã liegt an der Mündung des Rio Vermelho in den Rio Araguaia. Der Name Aruanã bezieht sich auf einen charakteristischen Fisch der Region sowie einen Tanz des indigenen Volkes Karajá, welches noch heute an den Ufern des Rio Araguaia lebt. In der Mythologie der Tupi-Guarani ist Aruanã der Gott der Freude und der Beschützer der Karajá.
Aruanã ist ein touristischer Ort und ein wichtiger Erzeuger von Rindern.